# Paul McGuigan
Paul "Guigsy" McGuigan (urodzony 9 maja 1971 w Manchesterze) – muzyk rockowy, gitarzysta basowy grupy Oasis w latach 1991–1999.
Guigsy był jednym z założycieli grupy wraz z Paulem Arthursem, Tonym McCarollem i Liamem Gallagherem. Odszedł z zespołu w trakcie sesji nagraniowej do czwartego albumu Standing on the Shoulder of Giants, niedługo po odejściu Paula Arthursa. Następnie wycofał się z życia publicznego, okazjonalnie występował na scenie jako DJ.
W młodości McGuigan wykazywał duży talent piłkarski. Przewlekła kontuzja uniemożliwiła mu karierę futbolisty. Muzyk podtrzymał jednak zainteresowanie piłką nożną. Wraz z Paolo Hewittem napisał książkę o piłkarzu Robinie Friday'u pt. The Greatest Footballer You Never Saw.